# Síria nos Jogos Olímpicos de Verão de 2012
A Síria competiu nos Jogos Olímpicos de Verão de 2012, em Londres, no Reino Unido com 10 atletas dividos em 7 esportes.

## Desempenho

### Atletismo
Masculino
| Atleta             | Evento          | Preliminar | Preliminar | Quartas-de-final | Quartas-de-final | Semifinal | Semifinal | Final       | Final       |
| Atleta             | Evento          | Marca      | Posição    | Marca            | Posição          | Marca     | Posição   | Marca       | Posição     |
| ------------------ | --------------- | ---------- | ---------- | ---------------- | ---------------- | --------- | --------- | ----------- | ----------- |
| Majed Aldin Ghazal | Salto em altura | 2,16m      | 28º        |                  |                  |           |           | Não avançou | Não avançou |

### Boxe
| Atleta          | Evento | Fase de 32                | Oitavas              | Quartas              | Semifinais           | Final                |
| Atleta          | Evento | Adversário resultado      | Adversário resultado | Adversário resultado | Adversário resultado | Adversário resultado |
| --------------- | ------ | ------------------------- | -------------------- | -------------------- | -------------------- | -------------------- |
| Wessam Salamana | -56 kg | KAZ K Abutalipov D (7-15) | Não avançou          | Não avançou          | Não avançou          | Não avançou          |

### Halterofilismo
Masculino
| Atleta        | Evento | Arranque (kg) | Arremesso (kg) | Total (kg) | Posição |
| ------------- | ------ | ------------- | -------------- | ---------- | ------- |
| Ahed Joughili | -105kg | 180,0         | 218,0          | 398,0      | 6º      |

Feminino
| Atleta       | Evento | Arranque (kg) | Arremesso (kg) | Total (kg) | Posição |
| ------------ | ------ | ------------- | -------------- | ---------- | ------- |
| Thuraia Sobh | -75kg  | 86,0          | 115,0          | 201,0      | 11º     |

### Natação
Feminino
| Atletas     | Evento      | Eliminatórias | Eliminatórias | Semifinal   | Semifinal   | Final       | Final       |
| Atletas     | Evento      | Tempo         | Posição       | Tempo       | Posição     | Tempo       | Posição     |
| ----------- | ----------- | ------------- | ------------- | ----------- | ----------- | ----------- | ----------- |
| Bayan Jumah | 100 m livre | 59s78         | 40º           | Não avançou | Não avançou | Não avançou | Não avançou |